# 코시-아다마르 정리
코시-아다마르 정리(Cauchy-Hadamard theorem, -定理)는 해석학의 기초적인 정리로, 거듭제곱 급수의 수렴 반경에 대한 정보를 제공한다. 프랑스의 수학자 오귀스탱 루이 코시와 자크 아다마르의 이름이 붙어 있다.

## 공식화
코시-아다마르 정리는 다음과 같이 공식화할 수 있다.:73 적당한 복소수 수열 {cn}에 대해, 다음의 거듭제곱 급수
{\displaystyle \sum _{k=1}^{\infty }c_{k}z^{k}}
의 수렴 반경 R은 다음 식으로 주어진다.
{\displaystyle {\frac {1}{R}}=\limsup _{n\to \infty }{\sqrt[{n}]{|c_{n}|}}}

## 증명
{\displaystyle a_{n}:=c_{n}z^{n}}으로 두고 근 판정법을 적용하면 다음과 같이 바로 증명할 수 있다.
{\displaystyle \limsup _{n\to \infty }{\sqrt[{n}]{|a_{n}|}}=|z|\limsup _{n\to \infty }{\sqrt[{n}]{|c_{n}|}}={\frac {|z|}{R}}.}

## 따름정리
극한의 계산을 편하게 할 수 있는 따름정리를 곧바로 유도할 수 있다. 수열의 비와 근 사이에 성립하는 다음의 일반적인 부등식:68을 보면,
{\displaystyle \liminf _{n\to \infty }|{\frac {c_{n+1}}{c_{n}}}|\leq \liminf _{n\to \infty }{\sqrt[{n}]{|c_{n}|}}\leq \limsup _{n\to \infty }{\sqrt[{n}]{|c_{n}|}}\leq \limsup _{n\to \infty }|{\frac {c_{n+1}}{c_{n}}}|}
다음 극한이 존재할 경우,
{\displaystyle \lim _{n\to \infty }|{\frac {c_{n+1}}{c_{n}}}|}
위 부등식에서 바깥의 두 상극한과 하극한이 같아져서 네 식이 모두 같아지므로 코시-아다마르 정리에 의해 다음이 성립한다.
{\displaystyle {\frac {1}{R}}=\lim _{n\to \infty }|{\frac {c_{n+1}}{c_{n}}}|.}